# Jacopo Palma starszy
Jacopo Palma zwany il Vecchio (starszy) (ur. 1480 w Serinalata koło Bergamo  – zm. 30 lipca 1528 w Wenecji), włoski malarz, przedstawiciel szkoły weneckiej.

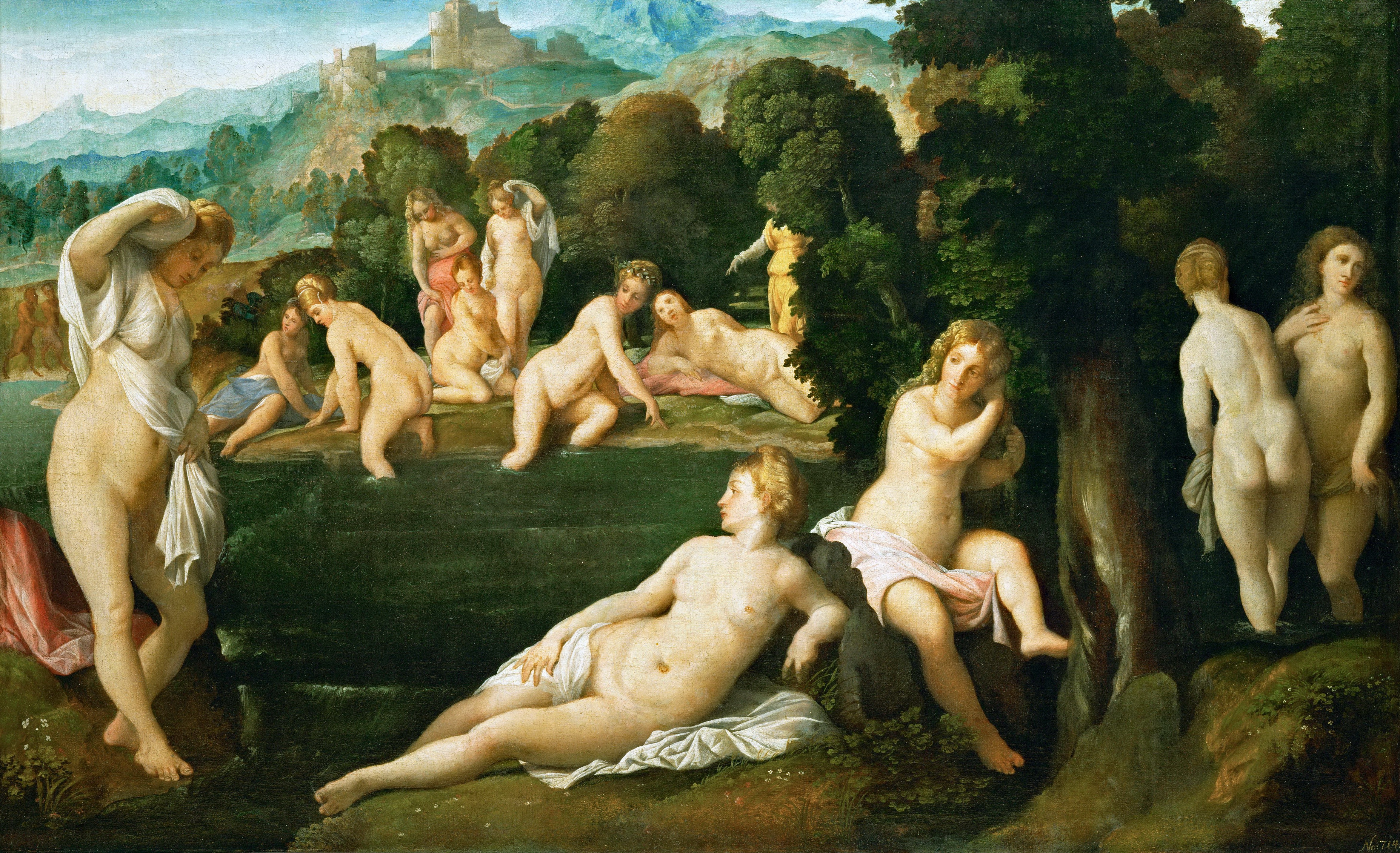
Diana i Callisto - Palma Vecchio, Kunsthistorisches Museum

Prawdopodobnie jego prawdziwe nazwisko brzmiało Jacopo Negretti, Jacopo Palma lub Jacopo Nigretti. Zyskał przydomek il Vecchio (starszy) dla odróżnienia od jego bratanka Jacopo Palmy młodszego (Jacopo Palma il Giovane).
Jego znanym dziełem jest tryptyk ołtarzowy w kościele Santa Maria Formosa w Wenecji. Kształcił się pod kierunkiem Giovanniego Belliniego, a w jego twórczości widoczne są wpływy Giorgione'a i Tycjana, a były to głównie dzieła o tematyce mitologicznej i religijnej (santa conversazione). Kilka z jego dzieł to portrety dworzan.

## Najważniejsze dzieła
- Adam i Ewa (1512),

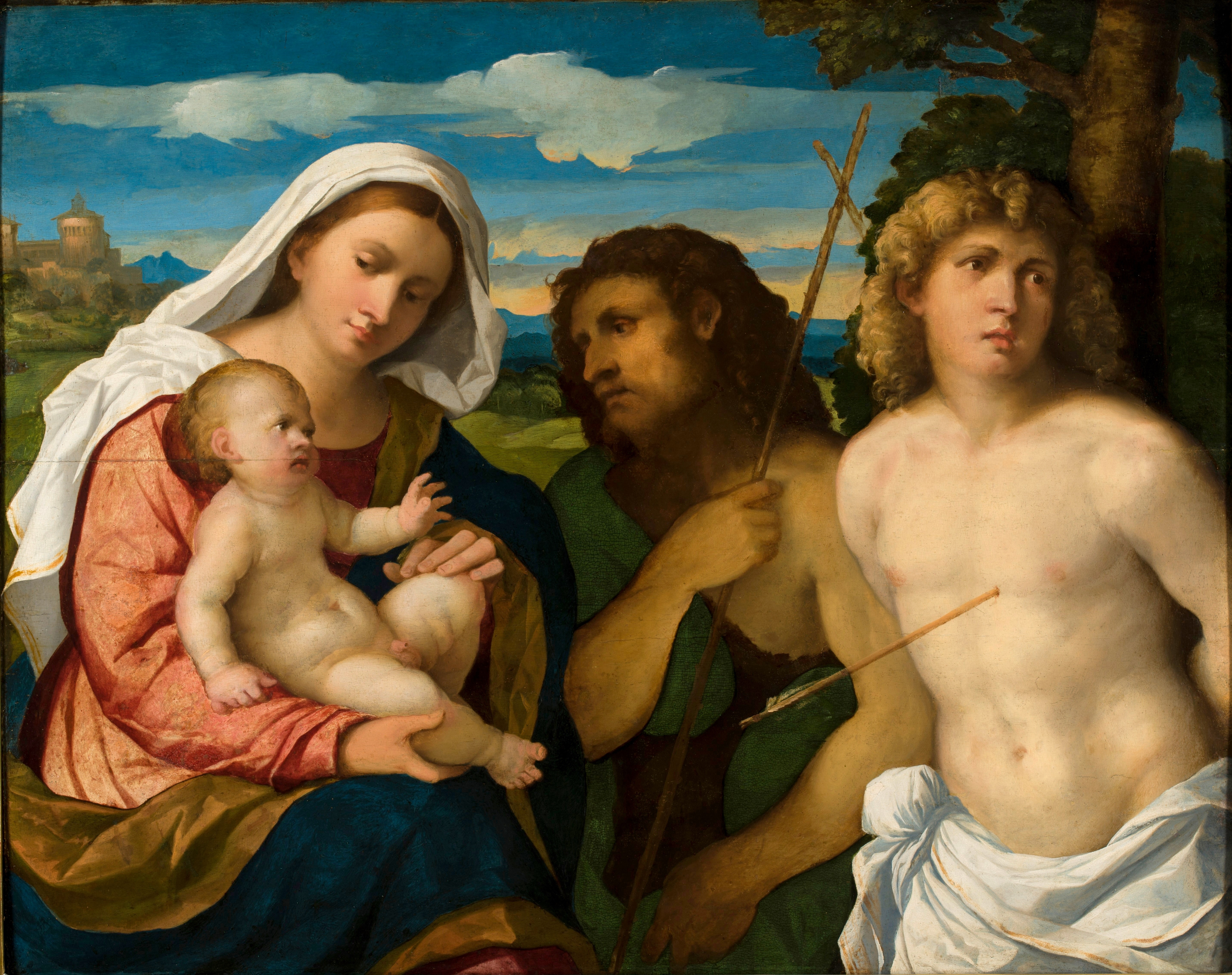
Sacra Conversazione - Palma Vecchio, Galeria Malarstwa i Rzeźby Muzeum Narodowego w Poznaniu

- Diana and Callisto (1525–1528, olej na desce, 77,5x124 cm, Kunsthistorisches Museum), Wiedeń
- Dwie nimfy (1512–1515),
- Sacra Conversazione (1516–1518, tempera na drewnie, 84,5×106 cm, Galeria Malarstwa i Rzeźby Muzeum Narodowego w Poznaniu
- Święta Rodzina 1514–1515, olej na desce, 44,5 × 61 cm, Muzeum Książąt Czartoryskich w Krakowie
- Święta Rodzina z młodym Św. Janem i Marią Magdaleną (Galleria degli Uffizi), Florencja
- Święta Rodzina z Św. Piotrem i Darczyńcą (Galeria Colonna), Rzym
- Trzy gracje, inaczej Trzy siostry (ok. 1520, olej na drewnie, 88x123 cm, Gemäldegalerie), Drezno
- Wniebowzięcie Maryi (1512–1514), (Galeria Akademii), Wenecja[1]